# Movimenti del potenziale umano
I movimenti del potenziale umano (MPU) è una definizione applicata da alcuni studiosi delle religioni a quei gruppi e movimenti coerenti con le dinamiche riscontrate nelle sette, che propongono alle persone «un radicale miglioramento delle proprie potenzialità e delle proprie capacità attraverso tecniche che non fanno immediato o principale riferimento né al Cristianesimo né alle religioni orientali».
Storicamente viene individuata la nascita di questi movimenti nell'incontro tra parti della psicologia umanista, gruppi orientalisti e scuole di formazione per manager presenti negli Stati Uniti dalla fine degli anni cinquanta.
Il rapporto Le sette religiose e i movimenti magici in Italia (1998) del ministero dell'Interno italiano  ha soprattutto messo in evidenza la pericolosità di taluni movimenti del potenziale umano (chiamati nel rapporto del Ministero "Movimenti per lo sviluppo del potenziale" o "psicosette") e i rischi di dipendenza psicologica ed affettiva per i partecipanti e i formatori che aderiscono alle proposte formative di questi movimenti.
Secondo tale rapporto, le psico-sette sarebbero capaci di provocare una «completa destrutturazione mentale negli adepti, conducendoli spesso alla follia e alla rovina economica», ed è principalmente su di loro che si accentrano accuse di «indebito arricchimento ai danni degli affiliati».